# پادزهرها
پادزهرها (به انگلیسی: Antidotes) اولین آلبوم استودیویی گروه ایندی راک انگلیسی فولز است که در ۲۴ مارس ۲۰۰۸ به انتشار رسید.

این آلبوم بنابر جدول موسیقی آلبوم‌های بریتانیا در جایگاه سوم قرار گرفت و رویهمرفته نقدهای مثبتی دریافت نموده است.

## فهرست آهنگ‌ها
| شماره | نام                     | مدت  |
| ----- | ----------------------- | ---- |
| ۱.    | «The French Open»       | ۳:۴۶ |
| ۲.    | «Cassius»               | ۳:۵۰ |
| ۳.    | «Red Socks Pugie»       | ۵:۰۹ |
| ۴.    | «Olympic Airways»       | ۴:۱۹ |
| ۵.    | «Electric Bloom»        | ۴:۵۵ |
| ۶.    | «Balloons»              | ۳:۰۱ |
| ۷.    | «Heavy Water»           | ۴:۳۲ |
| ۸.    | «Two Steps, Twice»      | ۴:۳۹ |
| ۹.    | «Big Big Love (Fig. 2)» | ۵:۴۷ |
| ۱۰.   | «Like Swimming»         | ۱:۵۸ |
| ۱۱.   | «Tron»                  | ۴:۴۸ |